# Liste der Bodendenkmäler in Litzendorf
Auf dieser Seite sind die Bodendenkmäler in der oberfränkischen Gemeinde Litzendorf zusammengestellt. Diese Tabelle ist eine Teilliste der Liste der Bodendenkmäler in Bayern. Grundlage ist die Bayerische Denkmalliste, die auf Basis des Bayerischen Denkmalschutzgesetzes vom 1. Oktober 1973 erstmals erstellt wurde und seither durch das Bayerische Landesamt für Denkmalpflege geführt wird. Die folgenden Angaben ersetzen nicht die rechtsverbindliche Auskunft der Denkmalschutzbehörde.

## Bodendenkmäler der Gemeinde Litzendorf

### Gemarkung Geisberger Forst
| Lage                        | Objekt                                                                  | Akten-Nr.     | Bild |
| --------------------------- | ----------------------------------------------------------------------- | ------------- | ---- |
| Geisberger Forst (Standort) | Grabhügel vorgeschichtlicher Zeitstellung, daraus Funde der Bronzezeit. | D-4-6032-0065 |      |

### Gemarkung Litzendorf
| Lage                  | Objekt | Akten-Nr.     | Bild |
| --------------------- | --- | ------------- | ---- |
| Litzendorf (Standort) | Grabhügel vorgeschichtlicher Zeitstellung, daraus Funde der Hallstattzeit.                                                                                           | D-4-6032-0063 |      |
| Litzendorf (Standort) | Kalkbrennöfen des Mittelalters oder der frühen Neuzeit. | D-4-6032-0159 |      |
| Litzendorf (Standort) | Siedlung der römischen Kaiserzeit und der Völkerwanderungszeit. | D-4-6032-0181 |      |
| Litzendorf (Standort) | Archäologische Befunde des Mittelalters und der frühen Neuzeit im Bereich der frühneuzeitlichen Katholischen Pfarrkirche St. Wenzeslaus von Litzendorf mit Kirchhof. | D-4-6032-0259 |      |

### Gemarkung Lohndorf
| Lage                | Objekt | Akten-Nr.     | Bild |
| ------------------- | --- | ------------- | ---- |
| Lohndorf (Standort) | Siedlung der späten Latènezeit.                                                                                                 | D-4-6032-0153 |      |
| Lohndorf (Standort) | Siedlung der Urnenfelderzeit.                                                                                                   | D-4-6032-0170 |      |
| Lohndorf (Standort) | Untertägige Teile der mittelalterlichen bis frühneuzeitlichen Katholischen Pfarrkirche Mariae Geburt von Lohndorf mit Kirchhof. | D-4-6032-0261 |      |
| Lohndorf (Standort) | Siedlung der Bronzezeit. | D-4-6032-0277 |      |

### Gemarkung Melkendorf
| Lage                  | Objekt                                                                 | Akten-Nr.     | Bild |
| --------------------- | ---------------------------------------------------------------------- | ------------- | ---- |
| Melkendorf (Standort) | Siedlung des Neolithikums sowie der Späthallstatt- und Frühlatènezeit. | D-4-6032-0136 |      |
| Melkendorf (Standort) | Siedlung der späten Bronzezeit.                                        | D-4-6032-0176 |      |
| Melkendorf (Standort) | Siedlung der Urnenfelderzeit.                                          | D-4-6032-0258 |      |

### Gemarkung Naisa
| Lage             | Objekt | Akten-Nr.     | Bild |
| ---------------- | --- | ------------- | ---- |
| Naisa (Standort) | Siedlung der Linearbandkeramik. | D-4-6032-0151 |      |
| Naisa (Standort) | Freilandstation des Mesolithikums und Siedlung des Neolithikums.                                                                           | D-4-6032-0185 |      |
| Naisa (Standort) | Bestattungsplatz mit teilweise verebneten Grabhügeln der Hallstattzeit sowie mit Flachgräbern der Hallstattzeit und der frühen Latènezeit. | D-4-6132-0013 |      |

### Gemarkung Pödeldorf
| Lage                 | Objekt                          | Akten-Nr.     | Bild |
| -------------------- | ------------------------------- | ------------- | ---- |
| Pödeldorf (Standort) | Siedlung der späten Latènezeit. | D-4-6031-0239 |      |
| Pödeldorf (Standort) | Siedlung der Hallstattzeit.     | D-4-6032-0166 |      |

### Gemarkung Tiefenellern
| Lage                    | Objekt | Akten-Nr.     | Bild |
| ----------------------- | --- | ------------- | ---- |
| Tiefenellern (Standort) | Höhensiedlung des Jung- bis Endneolithikums sowie Höhle mit Funden des Neolithikums, der Bronzezeit und Urnenfelderzeit, der Späthallstatt- und Frühlatènezeit, der römischen Kaiserzeit sowie des Hochmittelalters und der frühen Neuzeit. | D-4-6032-0066 |      |
| Tiefenellern (Standort) | Verebnete Grabhügel vorgeschichtlicher Zeitstellung. | D-4-6032-0067 |      |
| Tiefenellern (Standort) | Verebnete Grabhügel vorgeschichtlicher Zeitstellung. | D-4-6032-0068 |      |
| Tiefenellern (Standort) | Grabhügel vorgeschichtlicher Zeitstellung. | D-4-6032-0069 |      |
| Tiefenellern (Standort) | Bestattungsplatz mit Grabhügel vorgeschichtlicher Zeitstellung. | D-4-6032-0070 |      |
| Tiefenellern (Standort) | Ringwall vorgeschichtlicher Zeitstellung und Abschnittsbefestigung des hohen und späten Mittelalters. | D-4-6032-0071 |      |
| Tiefenellern (Standort) | Siedlung der Urnenfelderzeit und der jüngeren Latènezeit sowie Körpergräber vermutlich der älteren Latènezeit. | D-4-6032-0072 |      |
| Tiefenellern (Standort) | Siedlung der späten Latènezeit. | D-4-6032-0073 |      |
| Tiefenellern (Standort) | Siedlung der Linearbandkeramik, des Mittelneolithikums und der Urnenfelderzeit sowie hoch- bis spätmittelalterliche Wüstung Hohenellern. | D-4-6032-0074 |      |
| Tiefenellern (Standort) | Verebnete Grabhügel vorgeschichtlicher Zeitstellung, darin Bestattungen der frühen Latènezeit. | D-4-6032-0076 |      |
| Tiefenellern (Standort) | Verschleifte Grabhügel vorgeschichtlicher Zeitstellung, daraus Funde der Hallstattzeit. | D-4-6032-0115 |      |
| Tiefenellern (Standort) | Siedlung des Jung- bis Endneolithikums. | D-4-6032-0161 |      |
| Tiefenellern (Standort) | Bestattungsplatz mit Grabhügel vorgeschichtlicher Zeitstellung. | D-4-6032-0193 |      |